# Хангу (Њамц)
Хангу (рум. Hangu) насеље је у Румунији у округу Њамц у општини Хангу. Oпштина се налази на надморској висини од 487 m.

## Становништво
Према подацима из 2002. године у насељу је живело 4101 становника, од којих су сви румунске националности.

### Хронологија
| Година       | 1992 | 1993 | 1994 | 1995 | 1996 | 1997 | 1998 | 1999 | 2000 | 2001 | 2002 | 2003 | 2004 | 2005 | 2006 | 2007 | 2008 | 2009 | 2010 | 2011 | 2012 | 2013 | 2014 | 2015 | 2016 | 2017 |
| ------------ | ---- | ---- | ---- | ---- | ---- | ---- | ---- | ---- | ---- | ---- | ---- | ---- | ---- | ---- | ---- | ---- | ---- | ---- | ---- | ---- | ---- | ---- | ---- | ---- | ---- | ---- |
| Становништво | 4708 | 4672 | 4613 | 4562 | 4545 | 4490 | 4518 | 4502 | 4490 | 4492 | 4443 | 4409 | 4383 | 4350 | 4314 | 4257 | 4230 | 4184 | 4144 | 4100 | 4043 | 4004 | 3995 | 3976 | 3939 | 3906 |